# Wołyński Komitet Ukraiński
Wołyński Komitet Ukraiński – komitet Ukraińców nastawiony na pokojowe rozwiązywanie konfliktów polsko-ukraińskich. Współpracę z tym komitetem zakładał m.in. Okręgowy Delegat Rządu na Wołyniu – Kazimierz Banach.

## Odezwa
W 1943 komitet wydał odezwę do Ukraińców (ukr. Wołynśke Ukrainśke Objednannia) podpisaną przez Graba i Dżuma, potępiającą brutalne mordy Ukraińców na Polakach:
"Ludu opamiętaj się. Co czynisz? (…)
Planowana akcja mordowania Polaków jest najpotworniejszym występkiem Ukraińców. Jak można tego nie widzieć, nie odczuwać i robić tak wielką krzywdę swemu narodowi. Stać się tak ohydnym narzędziem wroga. Mordem, rabunkiem sąsiada przez sąsiada, paleniem wsi – oczernimy sami siebie przed całym światem, kopiemy sobie okropną mogiłę. (…)
Nie takim trybem w wieku XX zdobywa sobie naród wolność (…)".

## Literatura
- Władysław Filar, Wołyń 1939-1944, Toruń 2003.